# Горняк (Ленінськ-Кузнецький округ)
Горня́к (рос. Горняк) — селище у складі Ленінськ-Кузнецького округу Кемеровської області, Росія.

## Населення
Населення — 102 особи (2010; 128 у 2002).
Національний склад (станом на 2002 рік):
- росіяни — 91 %